# جابريال سانابريا
جابريال سانابريا (بالإسبانية: Gabriel Sanabria)‏ (2 يوليو 1992 بلانوس في الأرجنتين - ) هو لاعب كرة قدم أرجنتيني في مركز الوسط.

## روابط خارجية
- جابريال سانابريا على موقع قاعدة بيانات كرة القدم.إي يو (الإنجليزية)
- جابريال سانابريا على موقع قاعدة بيانات كرة القدم.إي يو (الإنجليزية)
- جابريال سانابريا على موقع Soccerway.com (الإنجليزية)